# Gustav von der Chevallerie
Gustav Adolf Erdmann von der Chevallerie (* 3. Juli 1825 in Magdeburg; † 19. Juli 1912 in Stralsund) war ein preußischer Generalleutnant.

## Leben

### Herkunft
Gustav entstammte der märkischen Linie der ursprünglichen französischen Adelsfamilie Chevallerie. Er war der Sohn des preußischen Oberst Friedrich von der Chevallerie (1790–1850) und dessen zweiter Ehefrau Wilhelmine, geborene Voigtel (1794–1863).

### Militärkarriere
Nach dem Besuch der Kadettenhäuser in Potsdam und Berlin wurde Chevallerie am 9. August 1842 als aggregierter Sekondeleutnant der 2. Ingenieur-Inspektion der Preußischen Armee überwiesen. Zur weiteren Ausbildung absolvierte er von Oktober 1842 bis Juli 1844 die Vereinigte Artillerie- und Ingenieurschule. Ende Juni 1844 war er zur 1. Ingenieur-Inspektion versetzt und der 2. Pionier-Abteilung in Stettin zugeteilt worden. Ende Februar folgte seine Einrangierung und ab Anfang Mai 1848 war Chevallerie in der Folge zu den Fortifikationen in Stralsund, Posen und Schweidnitz kommandiert. Am 12. April 1851 wurde er zur 2. Ingenieur-Inspektion versetzt und Ende März 1852 als Adjutant der 3. Festungs-Inspektion nach Neiße kommandiert. In dieser Eigenschaft Ende Juni 1852 zum Premierleutnant aufgestiegen, wurde er am 4. April 1855 nach Magdeburg zur 3. Pionier-Abteilung versetzt und war von Juni bis Oktober 1855 erneut zur Fortifikation Schweidnitz kommandiert. Nach seiner Beförderung zum Hauptmann wurde Chevallerie am 29. März 1856 zum Chef der 1. Kompanie ernannt. Daran schloss sich Mitte Oktober 1862 seine Versetzung zur 3. Ingenieur-Inspektion sowie eine Verwendung als Kommandeur der 1. Reserve-Pionier-Kompanie in der Bundesfestung Luxemburg an. Unter Beförderung zum Major wurde er am 12. September 1865 zum Kommandeur des Brandenburgischen Pionier-Bataillons Nr. 3 in Torgau ernannt, dass er 1866 im Krieg gegen Österreich in der Schlacht bei Königgrätz führte.
Für sein Wirken mit dem Roten Adlerorden IV. Klasse mit Schwertern ausgezeichnet, stieg Chevallerie nach dem Friedensschluss Ende März 1868 zum Oberstleutnant auf. Am 5. Mai 1870 wurde er Ingenieuroffizier vom Platz in Saarlouis und musste die zu Beginn des Krieges von den Franzosen eingeschlossene Festung verteidigen. Nach Kriegsende erhielt Chevallerie am 10. August 1871 den Charakter als Oberst und zwei Monate später den Kronen-Orden III. Klasse. Er wurde am 6. April 1872 als Kommandeur des Badischen Pionier-Bataillons Nr. 14 nach Rastatt versetzt, dass kurz darauf seine neue Garnison in Straßburg bezog. Unter Verleihung des Patents zu seinem Dienstgrad beauftragte man ihn am 9. Januar 1873 mit der Wahrnehmung der Geschäfte als Inspekteur der 1. Pionier-Inspektion in Berlin. Zugleich war er ab Mitte Februar 1873 auch Mitglied der Prüfungskommission des Ingenieurkorps. Zwei Monate später erfolgte seine Ernennung zum Inspekteur der 1. Pionier-Inspektion. In gleicher Eigenschaft übernahm er am 11. März 1876 die 4. Festungs-Inspektion, die den Verantwortungsbereich der Festungen in Küstrin, Spandau, Magdeburg und Torgau umfasste. Ende März 1876 avancierte er zum Generalmajor und wurde am 12. Juni 1877 Inspekteur der 3. Ingenieur-Inspektion in Mainz. Einen Monat später entband man ihn von seiner Stellung als Mitglied der Prüfungskommission. Unter Verleihung des Roten Adlerordens II. Klasse mit Eichenlaub und Schwertern am Ringe wurde Chevallerie am 12. November 1878 mit Pension zur Disposition gestellt.
Nach seiner Verabschiedung zog er nach Stralsund und engagierte sich hier im Kriegervereins- und Feuerlöschwesen. Am 17. September 1887 verlieh ihm Kaiser Wilhelm I. den Charakter als Generalleutnant.

### Familie
Chevallerie verheiratet sich am 16. Oktober 1856 in Magdeburg mit Julia Horch (1838–1919), der Tochter des Justizrats Ludwig Horch. Aus der Ehe gingen folgende Kinder hervor:
- Hans (1857–1946), preußischer Generalmajor ⚭ Margarethe Schulz (1866–1945), Eltern des deutschen Generals der Infanterie Kurt von der Chevallerie
- Anna (* 1859)
- Elisabeth (1862–1934)
- Rudolf (1865–1920), preußischer Oberstleutnant
- Emma (* 1868) ⚭ 17. Oktober 1927 Max von der Chevallerie (1866–1945), Oberst a. D.